# Viverrinae
Subfamília dos Viverrídeos (Viverridae)

## Taxonomia da Sub-família Viverrinae
- Tugenictis †
  - Tugenictis ngororaensis - Mioceno Médio, Ngorora, Quênia
- Orangictis †
  - Orangictis gariepensis Morales et al. (2001)
- Pseudocivetta †
  - Pseudocivetta ingens (Petter, 1967)
- Civettictis
  - Civettictis civetta - Civeta-africana
- Viverra
  - Viverra civettina
  - Viverra megaspila
  - Viverra tangalunga - Civeta-oriental
  - Viverra zibetha - Civeta-indiana
- Genetta
  - Genetta abyssinica - Geneta-da-abissínia
  - Genetta angolensis - Geneta-angolana
  - Genetta genetta - Gineta-européia
  - Genetta johnstoni
  - Genetta maculata
  - Genetta servalina
  - Genetta thierryi
  - Genetta tigrina
  - Genetta victoriae
- Osbornictis
  - Osbornictis piscivora - Geneta-aquática
- Poiana
  - Poiana richardsoni
- Viverricula
  - Viverricula indica - Civeta-indiana-pequena